# Копанатояк (муниципалитет)
Копанатояк (исп. Copanatoyac) — муниципалитет в Мексике, штат Герреро, с административным центром в одноимённом городе. Численность населения, по данным переписи 2010 года, составила 18 885 человек.

## Общие сведения
Название Copanatoyac с языка науатль можно перевести двояко: копал в реке или идти вверх по реке.
Площадь муниципалитета равна 307 км², что составляет 0,48 % от площади штата. Он граничит с другими муниципалитетами Герреро: на севере с Тлапа-де-Комонфортом, на востоке с Хальпатлауаком, на юге с Малинальтепеком и Тлакоапой, а на западе с Сапотитлан-Табласом и Атлистаком.

## Учреждение и состав
Муниципалитет был образован в 1860 году, в его состав входит 50 населённых пунктов, самые крупные из которых:
| Код INEGI | Населённый пункт                                       | Численность населения (2005 год) | Численность населения (2010 год) |
| 020       | Всего                                                  | 17 337                           | 18 885                           |
| 0001      | Копанатояк (исп. Copanatoyac) (административный центр) | 2 553                            | 2 924                            |
| 0063      | Санта-Анита (исп. Santa Anita)                         | 1 139                            | 1 408                            |
| 0009      | Патлича (исп. Patlicha)                                | 1 179                            | 1 235                            |
| 0006      | Окотекила (исп. Ocotequila)                            | 1 305                            | 1 104                            |
| 0008      | Остосинго (исп. Oztocingo)                             | 979                              | 989                              |
| 0007      | Окоапа (исп. Ocoapa)                                   | 1 014                            | 852                              |
| 0015      | Тлалькецалапа (исп. Tlalquetzalapa)                    | 695                              | 810                              |
| 0002      | Какауатепек (исп. Cacahuatepec)                        | 558                              | 769                              |

## Экономическая деятельность
По статистическим данным 2000 года, работоспособное население занято по секторам экономики в следующих пропорциях: сельское хозяйство, скотоводство и рыбная ловля — 50,8 %, промышленность и строительство — 26,4 %, сфера обслуживания и туризма — 20 %.

## Инфраструктура
По статистическим данным 2010 года, инфраструктура развита следующим образом:
- электрификация: 90,7 %;
- водоснабжение: 62,2 %;
- водоотведение: 30,9 %.

## Туризм
Основные достопримечательности:
- церковь „San Pedro Apostol“ в муниципальном центре;
- наскальные рисунки в пещерах вблизи Окоапы.